# شكري السعيد
شكري السعيد (1920-) مسرحي فلسطيني، ولد في مدينة القدس ودرس الثانوية في كلية روضة المعارف الوطنية في القدس، وفي عام 1941 حصل على الدبلوم في الشريعة الإسلامية والأوقاف من معهد الحقوق في القدس، وفي عام 1939 أسس فرقة الثقافة والفنون بمشاركة كل من موسى يونس الحسيني، وغالب القواس، وعلي الراغب الحسيني، وحسن العفيفي كأعضاء في الفرقة.
شارك في التمثيل وقدم عدة فصول تمثيلية من محطة الشرق الأدنى للإذاعة العربية، ومحطة الإذاعة الفلسطينية. أخرج بعد نكبة عام 1948 فيلماً ملوناً أردنياً بعنوان "البخيل" باللغة العربية وعمل على دبلجته إلى لغات أجنبية.

## أعماله
صدرت له مجموعة إذاعية مسرحية بطبعتين كانت الطبعة الأولى سنة 1954 والثانية سنة 1958 بعنوان القدس الشريف وتمثيليات أخرى. تضم مجموعته الفصول التالية:
- «عودة البطل»
- «هجرة الرسول الكريم»
- «أنواع من النساء»
- «مسمار في الصيف»
- «امرأة بالغلط»
- «زواج بلا ميعاد»
- «قلب من رماد»
- «غزة المناضلة»
- «القدس الشريف»

وأُذيعت جميع هذه الفصول من دار الإذاعة الفلسطينية هنا القدس، وودار الإذاعة الأردنية الهاشمية في عمان، ومحطة الشرق الأدنى للإذاعة العربية في يافا.